# Ford Romania
Ford Romania (рум.  Ford România, ранее «Oltcit», «Automobile Craiova») — румынское предприятие, производитель легковых автомобилей, а также фургонов и автобусов, лидер румынского автопрома.
На заводе существует полный цикл автомобильного производства — от штамповки металлопроката в прессовом производстве и автоматизированных и роботизированных линий сварки, окраски и сборки до проведения ТО авто, реализованных в сети автосалонов.

## История
Завод был основан в 1976 как румынско-французское Совместное Предприятие Oltcit (Правительство Румынии 64 % — Citroën 36 %).
В 1991 Citroën решил выйти из предприятия румынского государства, и Oltcit становится Automobile Craiova. 
В 1994 южнокорейская компания Daewoo открыла производственную линию и сформировали совместное предприятие Daewoo Automobile Romania.Daewoo становится важнейшим иностранным инвестором в стране путём создания совместного предприятия, созданного Automobile Craiova и Южной Кореи группы Daewoo. Завод западноевропейского уровня был построен для производства более 100 000 транспортных средств в год. Румынское правительство в 2006 году выкупило акции корейской стороны.

В 2007 году Ford предложил 57 миллионов евро за 72,4 % акций Automobile Craiova.
В марте 2008 был подписан контракт на приобретение и Ford официально вступил в Automobile Craiova. По состоянию на май 2009 года Ford приобрёл контрольный пакет 95,63% акций компании.
Представитель компании Ford заявил, что они добьются производства 200 000 автомобилей в четвёртый год после приватизации, проведут серию инвестиций на общую сумму 800 млн и сохранят всех сотрудников.
В январе 2010 года Форд взял кредит в 400 миллионов евро у Европейского инвестиционного банка. Кредит будет использован для софинансирования проекта по разработке двигателя с уменьшенными выбросами углекислого газа и последующего производства на заводе Craiova.

## Модели
- Oltcit Special (1981—1990)
- Oltcit Club (1981—1995)
- Citroën Axel (1985—1990)
- Oltcit Club 12 CS (1993—1995)
- Daewoo Cielo (1996—2007)
- Daewoo Espero (1996—1998)
- Daewoo Tico (1998—2002)
- Daewoo Leganza (1998—2002)
- Daewoo Nubira (1998—2008)
- Daewoo Matiz (1999—2008)
- Daewoo Tacuma (2002-?)
- Ford Transit Connect (2009–2012)
- Ford B-MAX (2012–2017)

### Текущие модели
- Ford EcoSport (2017-настоящее время)
- Ford Puma (2019-настоящее время)

## Галерея

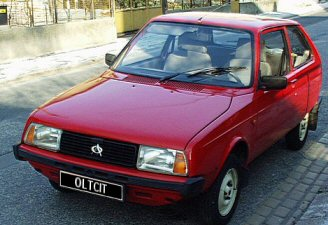
Oltcit Club Special
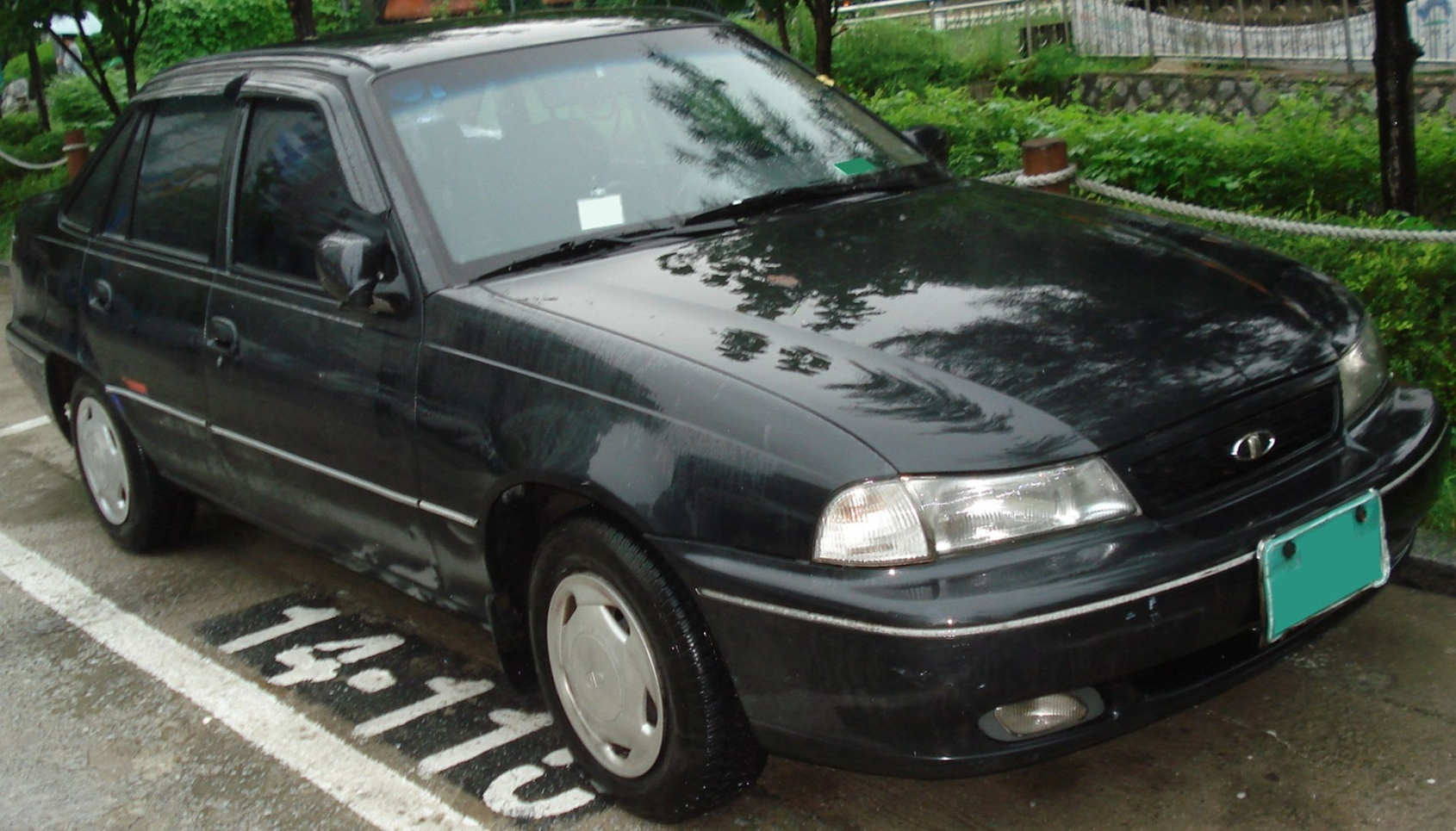
Daewoo Cielo
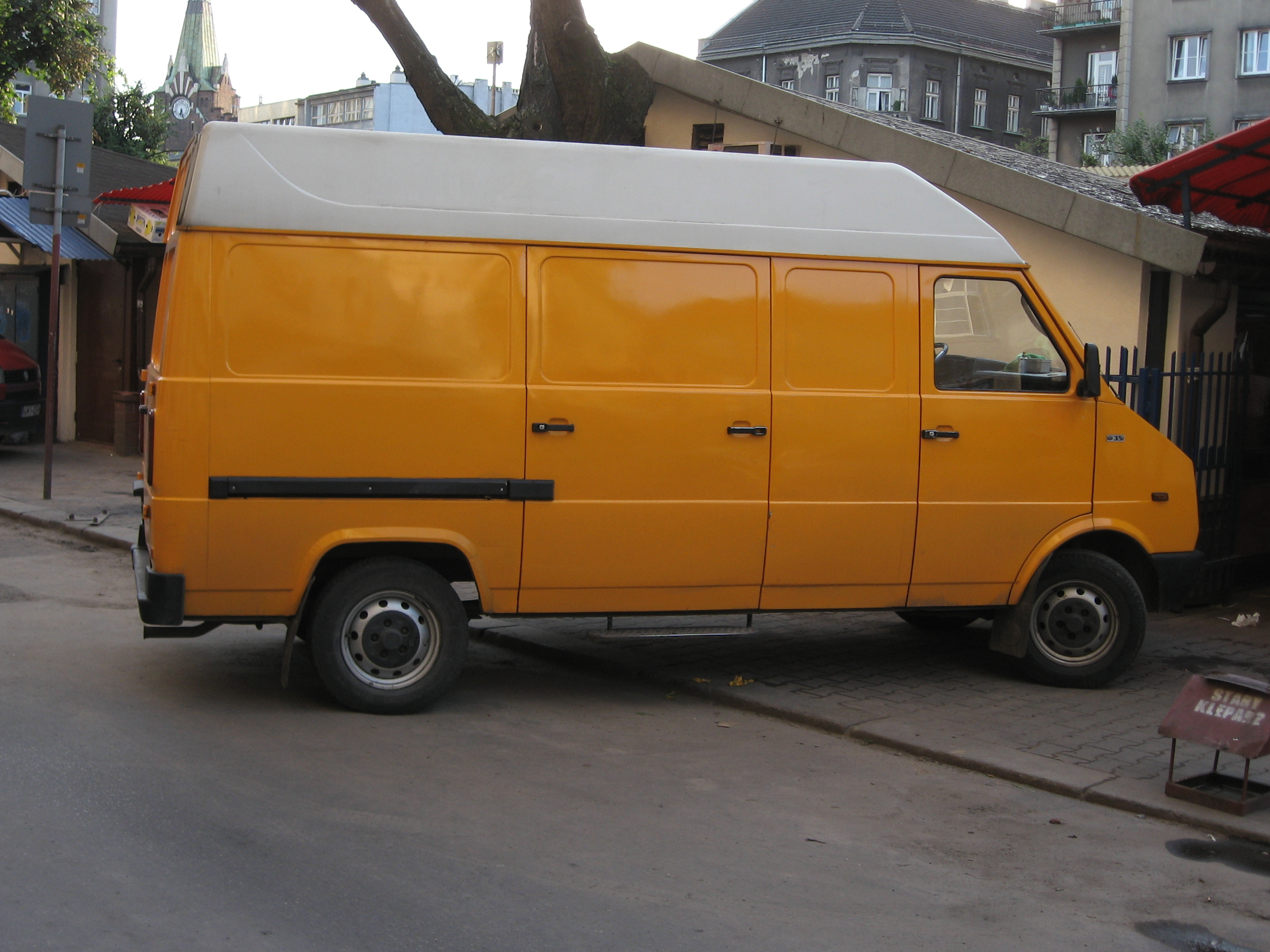
Daewoo Lublin II
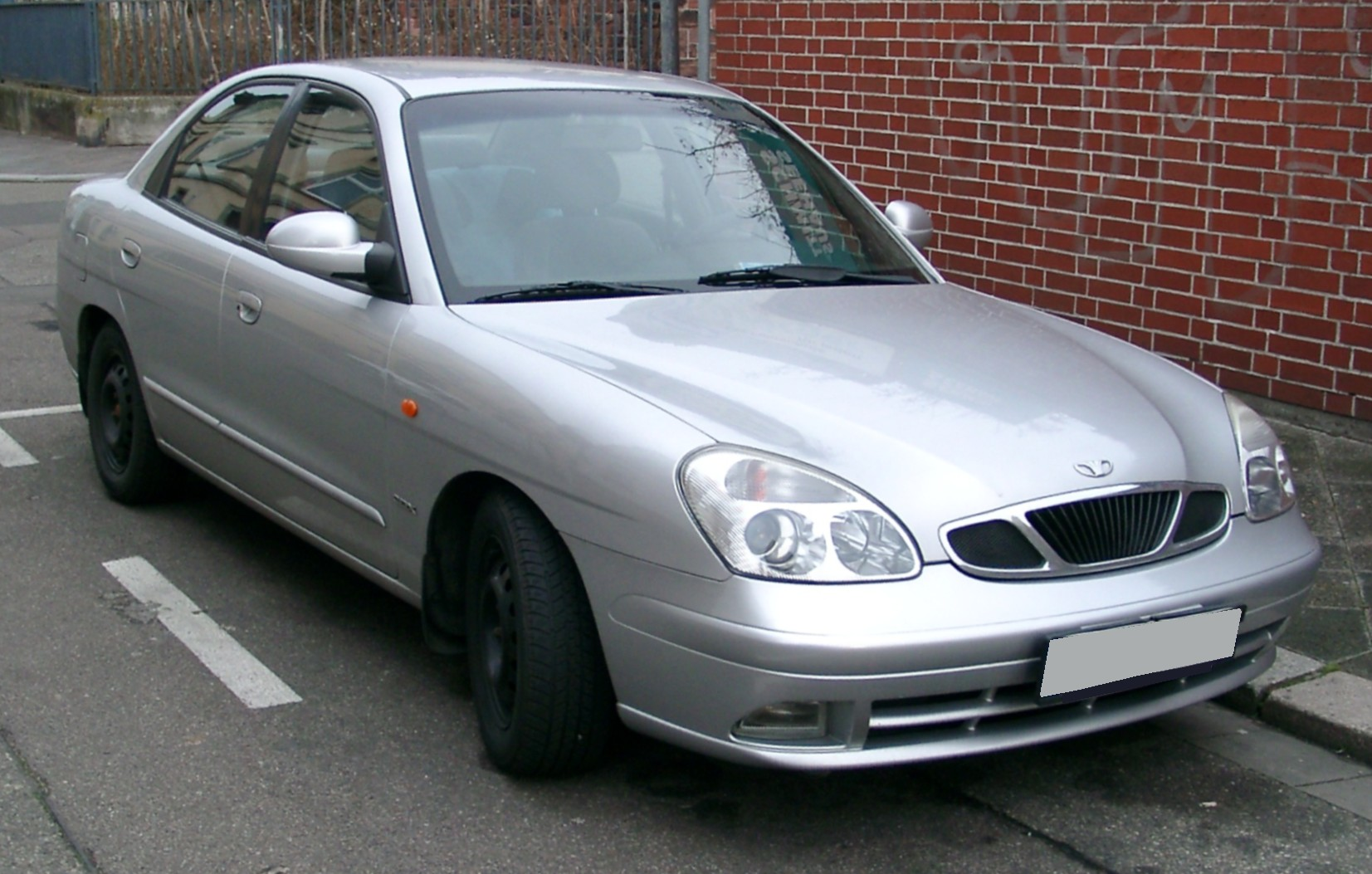
Daewoo Nubira
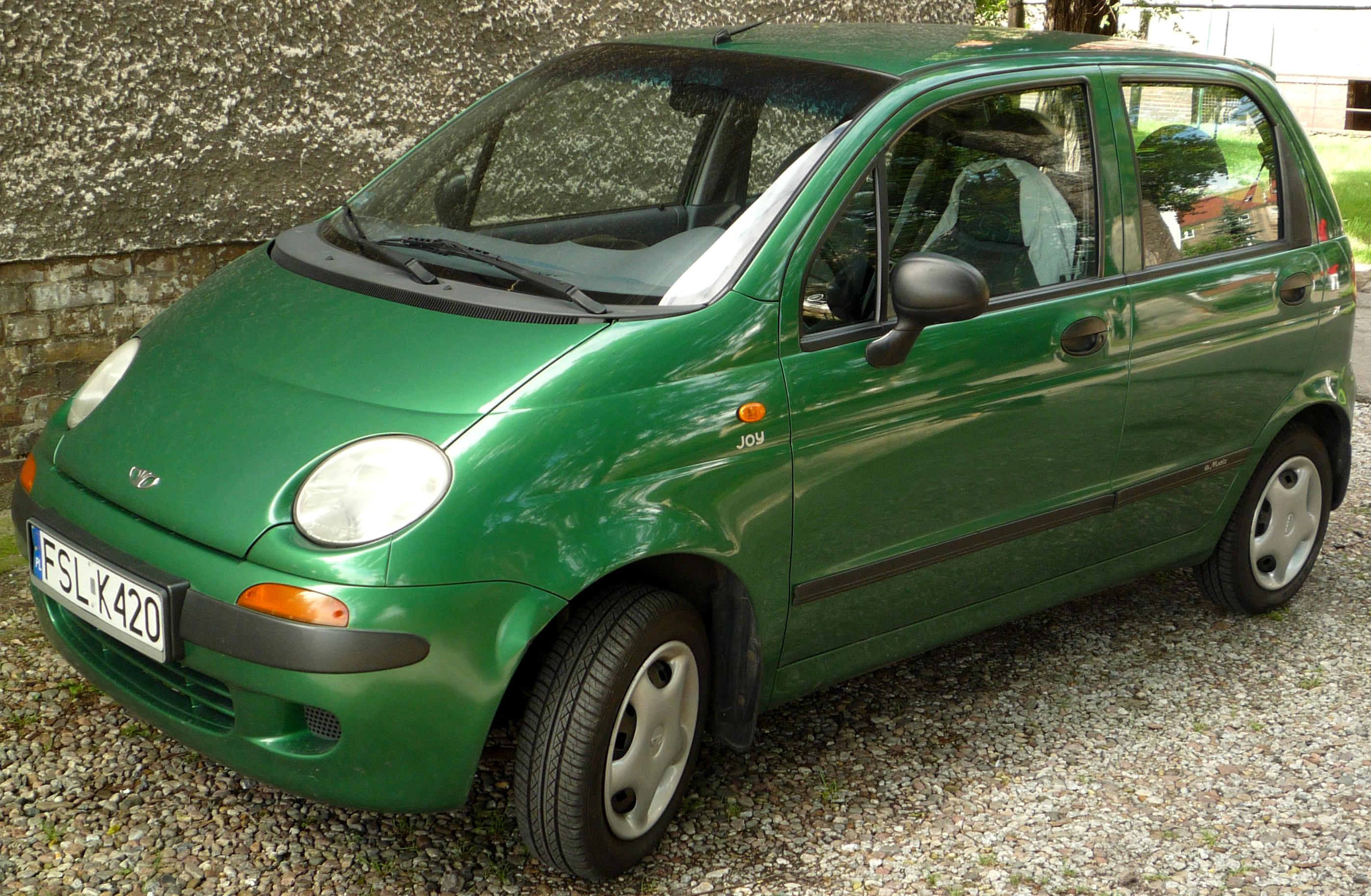
Daewoo Matiz
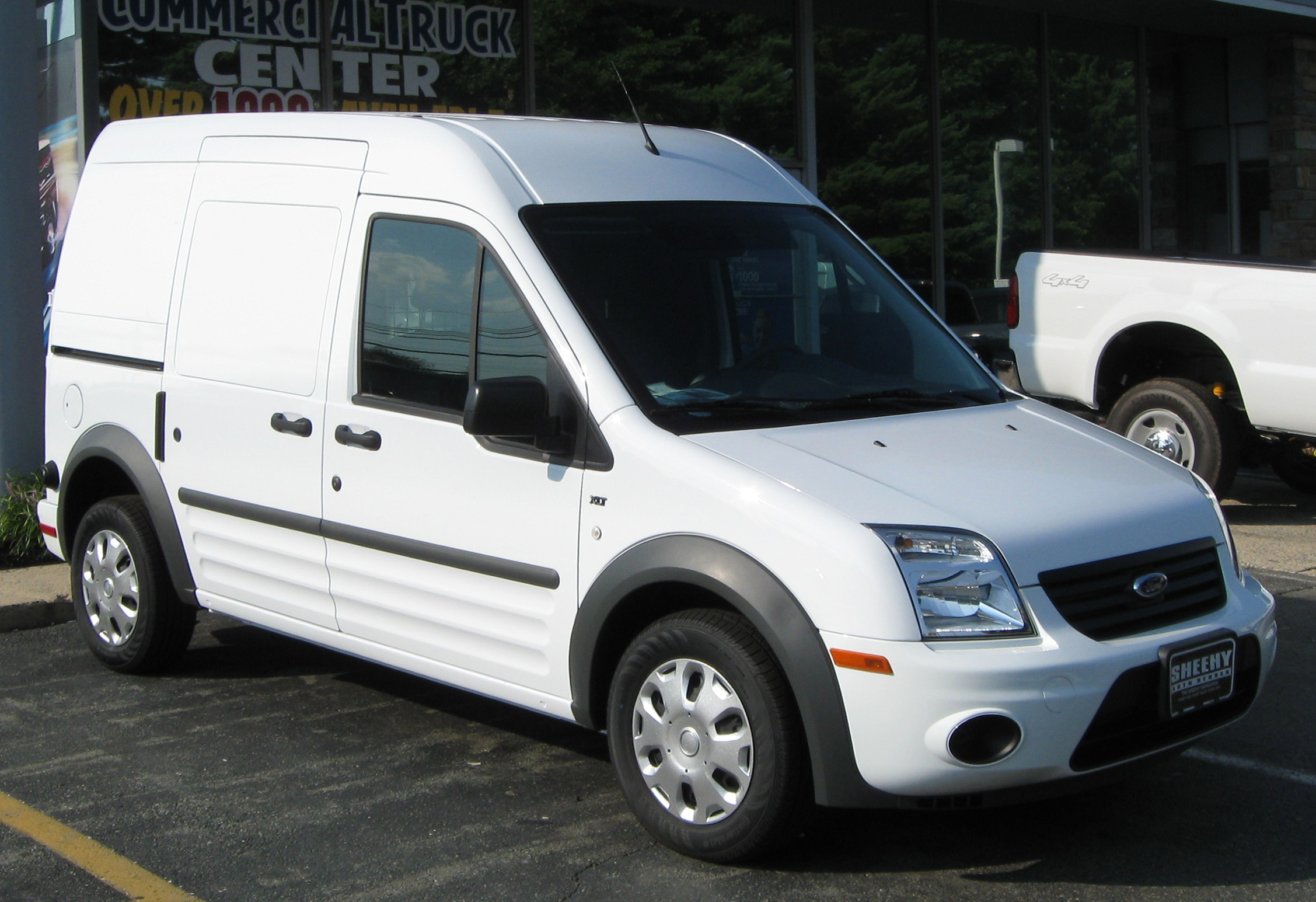
Ford Transit Connect
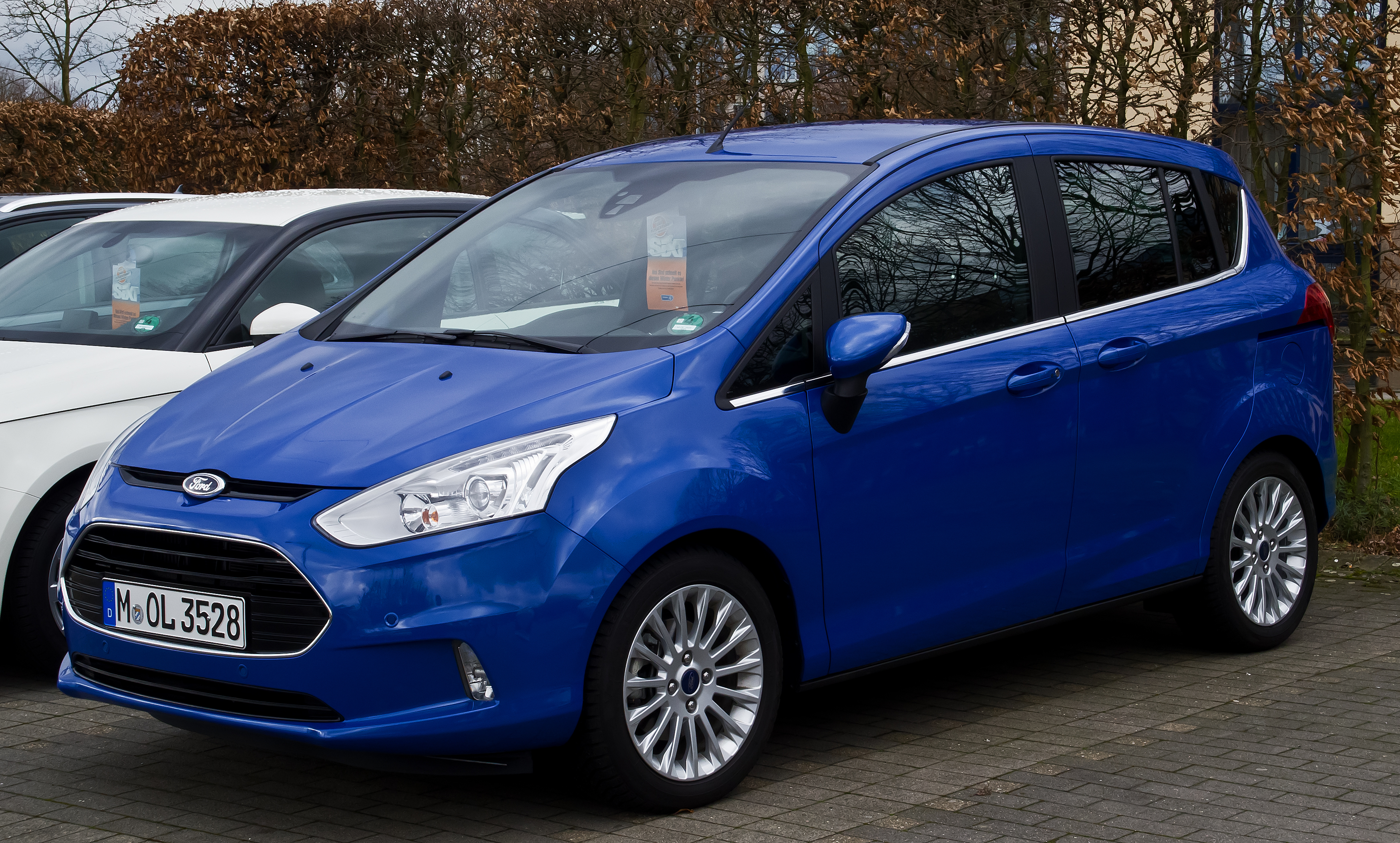
Ford B-Max
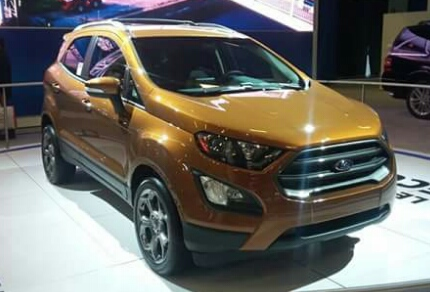
Ford EcoSport